# Husain Ali (Fußballspieler)
Husain Ali Ahmed Abdulla (arabisch حسين علي أحمد عبد الله, DMG Ḥusain ʿAlī Aḥmad ʿAbd Allāh; auch bekannt als Husain Pelé; * 31. Dezember 1981 in Dschidhafs) ist ein ehemaliger bahrainischer Fußballspieler.

## Karriere

### Verein
Ali begann seine Karriere spätestens in der Saison 1997/98 beim lokalen Dschidhafs Club. Nach dessen Abstieg wechselte er zur Saison 1998/99 zum Muharraq Club,  denen er in der folgenden Saison Meister wurde. In den nächsten Jahren folgten drei weitere Meistertitel sowie ein Sieg des Bahraini King’s Cup. Anschließend wechselte er nach Katar und schloss sich dem al-Rayyan SC an, mit dem er den zweiten Platz erreichte. Zur Folgesaison wechselte er zu al-Gharafa, zur Spielzeit 2006/07 schließlich zum Umm-Salal SC. Hier gewann er in der darauffolgenden Saison mit der Mannschaft den Emir of Qatar Cup.
Zur Spielzeit 2008/09 kehrte er in seine Heimat nach Muharraq zurück. Mit diesen gewann er das Double aus Meister und Pokal, später einen weiteren Meistertitel und drei weitere Male den Pokal. In der Saison 2014/15 wechselte er noch einmal zu al-Shabab, wo er zu Teilen in der zweiten Liga spielte, aber seine Karriere schlussendlich mit der Mannschaft auf dem siebten Platz des Oberhauses nach der Spielzeit 2018/19 beendete.

### Nationalmannschaft
Seine ersten bekannten Spiele für die bahrainische A-Nationalmannschaft bestritt Ali beim Golfpokal 1998. Knapp zwei Jahre später wurde er in der Qualifikation zur Asienmeisterschaft 2000 zumindest in einer Partie eingesetzt und bekam in der folgenden Zeit einige Einsätze bei Freundschaftsspielen. Beim 4:2-Sieg über Malaysia am 21. Juni 2001 steuerte er drei Tore bei. Ab September 2001 wurde er in einigen Partien der WM-Qualifikation 2002 eingesetzt, aber erst in der letzten Partie gelang seinem Team ein Sieg.
Im Golfpokal 2002 konnte ebenfalls nur ein Sieg erzielt werden. Beim Arabischen Nationenpokal 2002 im Dezember erzielte Ali beim 2:1-Halbfinalsieg über Jordanien nach Verlängerung die beiden Tore seiner Mannschaft. Das Finale gegen Saudi-Arabien ging verloren. Im Jahr 2003 folgten eine Vielzahl von Siegen bei der Qualifikation für die Asienmeisterschaft 2004, wobei auch Ali Treffer erzielte. Anschließend erreichte Bahrain den zweiten Platz beim Golfpokal 2003.
Nach weiteren Freundschaftsspielen und Siegen in der Qualifikation für die WM 2006 stand er im Asienmeisterschafts-Kader seines Teams, welches das Halbfinale erreichte. In dieser Zeit absolvierte er einen Großteil seiner Einsätze in der Nationalmannschaft und vertrat die Mannschaft sowohl im Golfpokal 2004 als auch in weiteren WM-Qualifikations- und Freundschaftsspielen. Zur WM 2006 schaffte es Bahrain bis in die interkontinentalen Playoffs um einen verbliebenen Startplatz, wo es jedoch an Trinidad und Tobago scheiterte. In der Qualifikation für die Asienmeisterschaft 2007 qualifizierte sich Bahrain mit Ali nur knapp. In der Endrunde kam er nur zu einem Kurzeinsatz: Im ersten Gruppenspiel, einer 1:2-Niederlage gegen Indonesien, wurde er zur 80. Minute für Mohamed Hubail eingewechselt.
Weitere Einsätze für ihn folgten erst im Jahr 2009, wo er an der Qualifikation zur Weltmeisterschaft 2010 mitwirkte. Zwar spielte er auch in der Qualifikation für die Asienmeisterschaft 2011, bei der Endrunde war er jedoch nicht dabei. Erst am 9. November 2013 kam er in einem Freundschaftsspiel noch einmal zum Einsatz. Das letzte Spiel seiner Nationalmannschaftskarriere war am 15. November ein 1:0-Sieg über Malaysia.
In der Liste des FIFA-Hunderterklubs aus dem Jahr 2014 ist er mit insgesamt 101 Einsätzen aufgeführt. Neuere Listen führen ihn aber mit 117 Einsätzen auf. Insgesamt erzielte er in diesen Spielen 33 Tore.